# Catedral de San Andrés (Filadelfia)
La Catedral de San Andrés  (en inglés: St. Andrew's Cathedral) es una catedral ortodoxa rusa en Filadelfia, Estados Unidos. Establecida en 1897, es la iglesia cristiana ortodoxa más antigua de Filadelfia . El actual rector es el arcipreste Mark Shinn. Se encuentra ubicada en la calle 5 y la avenida de Fairmount.
La iglesia fue construida por los miembros de la Armada de Rusia que estaban esperando la finalización de dos buques de guerra rusos que se estaban construyendo en el astillero de Cramp para su uso en la guerra Ruso Japonesa, el Variag y Retvizan. La razón de la construcción fue que los marineros no tenían una iglesia ortodoxa rusa para asistir en Filadelfia y también deseaban dejar un lugar de culto para los ortodoxos rusos locales . La tierra y todos los materiales y mano de obra fueron donados por los marineros y la construcción se completó en 1897.